# Rödnackad nattskärra
Rödnackad nattskärra (Gactornis enarratus) är en fågel i familjen nattskärror. Den förekommer i regnskog på Madagaskar. Arten tros minska i antal, men beståndet anses vara livskraftigt.

## Utseende och läte
Rödnackad nattskärra är en mycket vackert kryptiskt tecknad nattskärra. Sittande fågel skiljs från madagaskarnattskärran genom rostfärgad halskrage, i flykten genom avsaknad av vitt på vingarna. Arten verkar vara helt tystlåten, vilket är unikt för familjen.

## Utbredning och systematik
Fågeln förekommer i fuktiga skogar på östra Madagaskar. Arten placerades tidigare i Caprimulgus men genetiska studier visar att den bara är avlägset släkt och förs numera som ensam art till släktet Gactornis.

## Levnadssätt
Rödnackad nattskärra hittas inne i regnskog, mycket lokalt även i torrare skogar. Den ses vanligen sovande dagtid på marken unden en Pandanus.

## Status och hot
Arten har ett stort utbredningsområde, men tros minska i antal, dock inte tillräckligt kraftigt för att den ska betraktas som hotad. Internationella naturvårdsunionen IUCN listar arten som livskraftig (LC).